# Felsőberecki
Felsőberecki község Borsod-Abaúj-Zemplén vármegyében, a Sátoraljaújhelyi járásban.

## Fekvése
A Bodrogközben, közvetlenül a Bodrog bal partján fekszik, Miskolctól közúton mintegy 90 kilométerre keletre.
A szomszédos települések: délkelet felől Karos (légvonalban 6, közúton mintegy 10 kilométerre), dél felől Alsóberecki (2 kilométerre), nyugat felől pedig Sátoraljaújhely (10 kilométerre). Északkeleti irányból szlovákiai, Bodrogszöghöz (Klin nad Bodrogom) és Bodrogszerdahelyhez (Streda nad Bodrogom) tartozó területek határolják.

### Megközelítése
Közúton csak Alsóbereckin keresztül érhető el, a Sátoraljaújhely-Cigánd-Kisvárda közti 381-es főútból kiágazó 38 107-es számú mellékúton.

## Története
A települést a honfoglalás előtt szláv népek lakták.[forrás?]
A község neve személynévi eredetű lehet (Brictius, Bereck).
A 19. század végéig mocsaras, nádas, lápos vidék vette körül a települést. A faluban élő emberek tették termővé, legelővé, hogy megélhetést biztosítson számukra. Első temploma egy fából készült római katolikus templom volt, amit árvíz pusztított el. Kőtemplomát 1787-ben építették. Református temploma 1790-ben épült. 1925-re tehető a görögkatolikus lakosság megjelenése.

## Közélete

### Polgármesterei
- 1990–1994: Dancs János (KDNP)[4]
- 1994–1998: Dancs János (független)[5]
- 1998–2002: Fejjel István (független)[6]
- 2002–2006: Fejjel István (független)[7]
- 2006–2010: Fejjel István (független)[8]
- 2010–2014: Horváth Tibor (Fidesz-KDNP)[9]
- 2014–2019: Horváth Tibor (Fidesz-KDNP)[10]
- 2019–2024: Horváth Tibor (Fidesz-KDNP)[11]
- 2024– : Horváth Tibor (független)[1]

## Népesség
A település népességének változása:
| Lakosok száma | 282  | 270  | 259  | 226  | 228  | 234  | 231  |
|               | 2013 | 2014 | 2015 | 2021 | 2022 | 2023 | 2024 |

2001-ben a település lakosságának közel 100%-a magyar nemzetiségűnek vallotta magát.
A 2011-es népszámlálás során a lakosok 90,9%-a magyarnak, 3% cigánynak, 1,5% szlováknak mondta magát (9,1% nem válaszolt; a kettős identitások miatt a végösszeg nagyobb lehet 100%-nál). A vallási megoszlás a következő volt: római katolikus 33%, református 33,3%, görögkatolikus 19,7%, felekezeten kívüli 3,8% (9,8% nem válaszolt).
2022-ben a lakosság 93,4%-a vallotta magát magyarnak, 1,8% cigánynak, 1,3% szlováknak, 1,3% egyéb, nem hazai nemzetiségűnek (6,6% nem nyilatkozott; a kettős identitások miatt a végösszeg nagyobb lehet 100%-nál). Vallásuk szerint 26,3% volt római katolikus, 21,9% református, 14,9% görög katolikus, 3,5% felekezeten kívüli (33,3% nem válaszolt).

## Nevezetességei
- Mailáth József szivattyútelep
- Bodrog ártere

Felsőberecki legnagyobb kincse a Bodrog árterének természeti értékei mellett a Felsőberecki-főcsatorna torkolatánál található Mailáth József szivattyútelep. Az ipari műemlék 110 éves. A faluban több lakóház őrzi az itteni népi építkezés hagyományait. A község látványossága még, hogy a 300 lelket sem számláló faluban 3 felekezet templomát is megtaláljuk  görögkatolikus és az 1943-ban épített református, és római katolikus templomot is. Napjainkban a pihenni vágyók, a vízi és a kerékpáros turizmus szerelmesei szívesen keresik fel a szinte érintetlen természeti környezetben lévő falut.

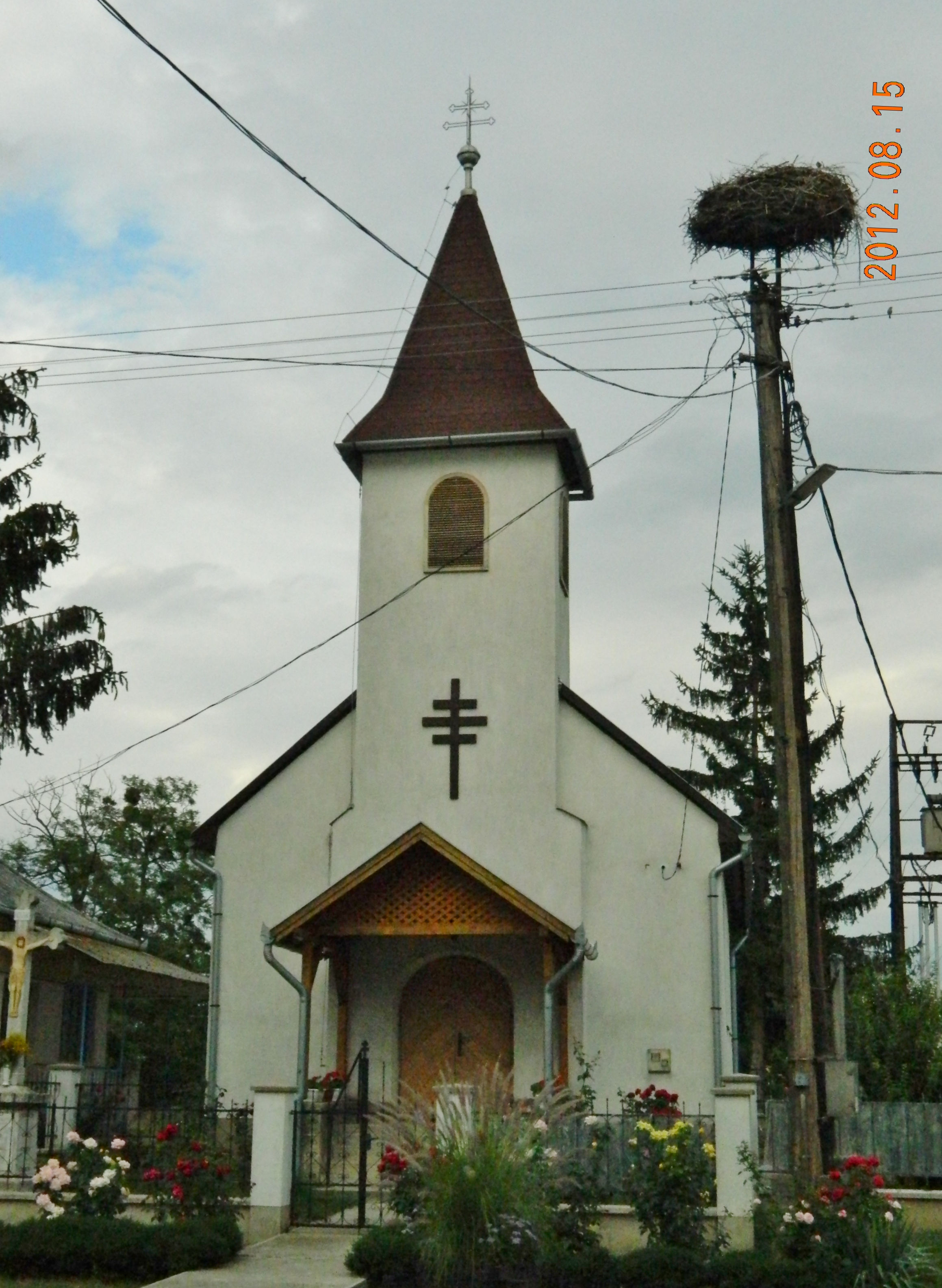
A görögkatolikus templom
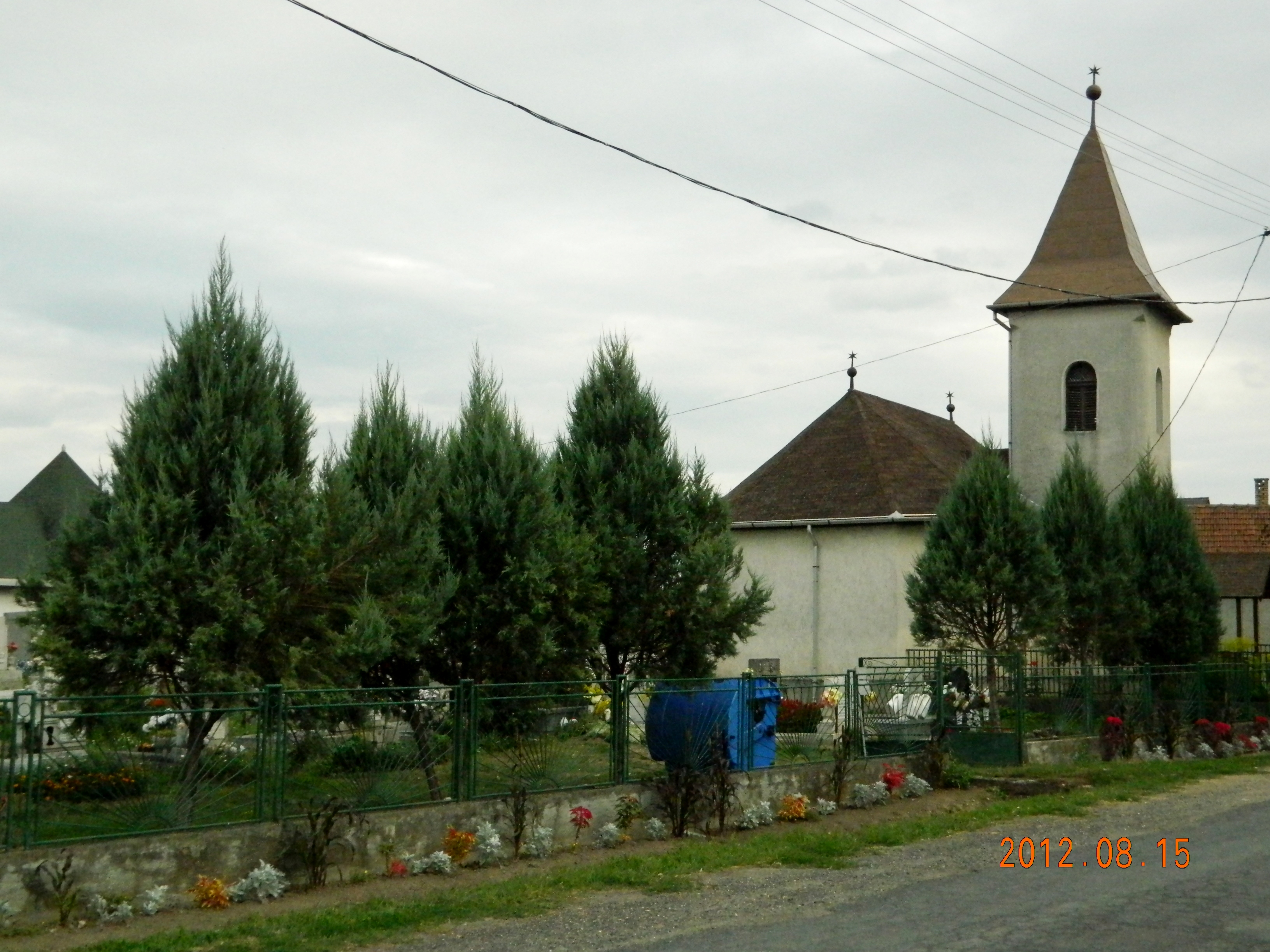
A református templom
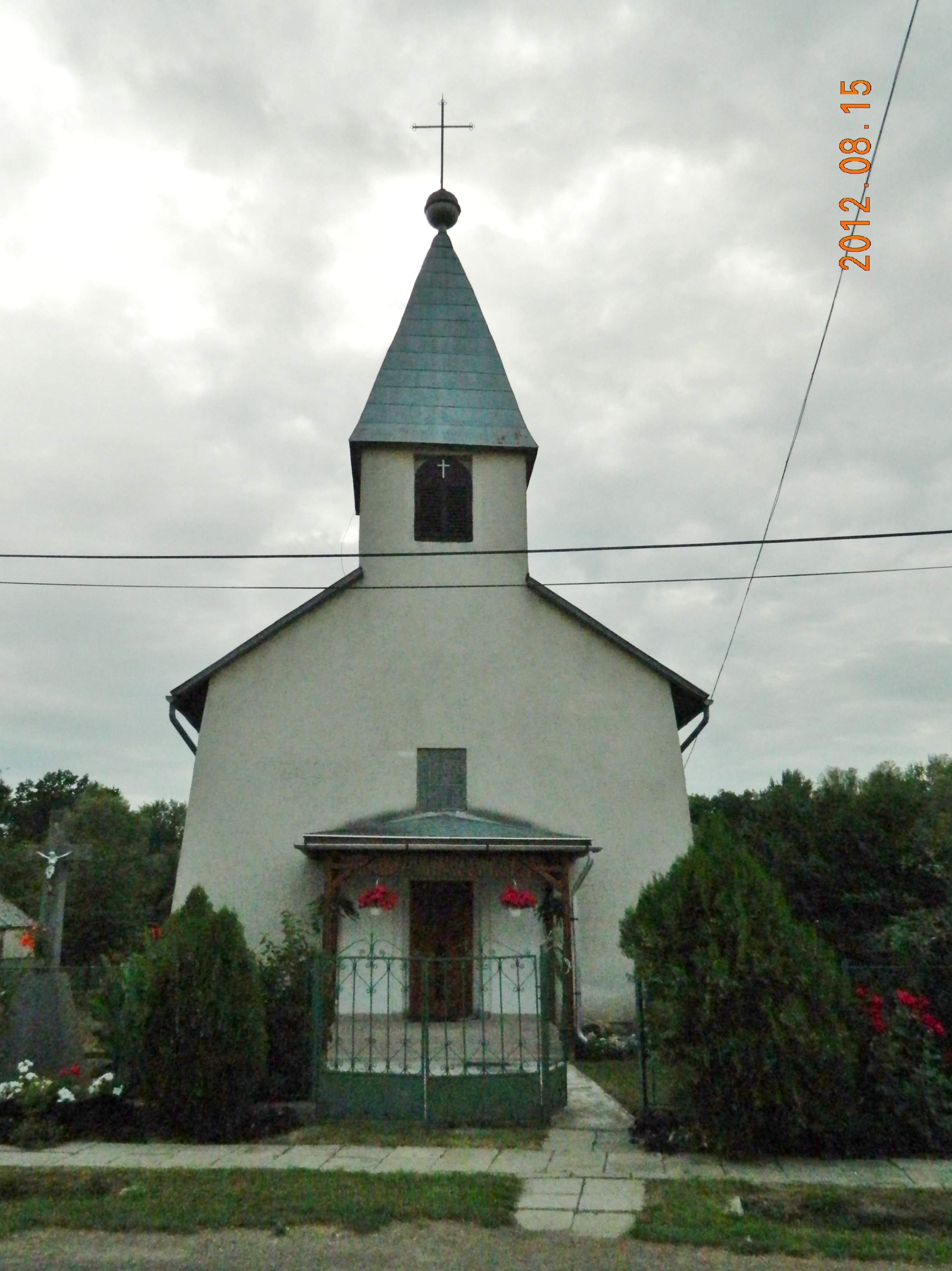
A katolikus templom